# Southern Stampede
Southern Stampede ist ein neuseeländischer Eishockeyclub aus Queenstown, Neuseeland, der 2005 gegründet wurde und in der New Zealand Ice Hockey League spielt. Seine Heimspiele trägt der Club im Dunedin Ice Stadium aus. Mit sieben Titeln ist das Team neuseeländischer Rekordmeister.

## Geschichte
Southern Stampede wurde 2005 zusammen mit der New Zealand Ice Hockey League gegründet, in der es eines von vier Gründungsmitgliedern wurde. In seiner ersten Spielzeit erreichte der Club den ersten Platz in der regulären Saison und qualifizierte sich somit für die Finalspiele, in denen man sich gegen die West Auckland Admirals mit 2:1 und 6:3 durchsetzte. Im folgenden Jahr gewann Southern Stampede im Finale mit 3:3 und 5:3 gegen South Auckland Swarm. Anschließend folgten zwei dritte Plätze für das Team, ehe es 2009 im Finale den Canterbury Red Devils mit 4:5 unterlag. Auch 2011 und 2012 wurde die Mannschaft aus Queenstown Vizemeister. 2015, 2016 und 2017 gelangen dann die Titelgewinne drei bis fünf.
Das Nachwuchsteam der Stampede, die Southern Juniors, spielt in der New Zealand Junior Elite League, der höchsten Juniorenspielklasse des Landes.

## Erfolge
- Neuseeländischer Meister: 2005, 2006, 2015, 2016, 2017, 2019, 2023
- Neuseeländischer Vizemeister: 2009, 2011, 2012